# Nicolás Posse
Nicolás José Posse (Buenos Aires, 4 de febrero de 1966) es un ingeniero industrial y ejecutivo argentino. Fue el jefe de Gabinete de Ministros de la Nación Argentina desde el 10 de diciembre de 2023 hasta el 27 de mayo de 2024, bajo la presidencia de Javier Milei.
Antes de la función pública, trabajó como ejecutivo en Aeropuertos Argentina 2000.

## Biografía
Nació el 4 de febrero de 1966, en la ciudad argentina de Buenos Aires. Está casado y tiene una hija.
En 1983, se graduó del St. Brendan’s College. En 1989, tras realizar estudios de Ingeniería en el Instituto Tecnológico de Buenos Aires (ITBA), obtuvo el título de ingeniero industrial. Cursó estudios en la Universidad de Cambridge (Reino Unido).

### Trayectoria
Dio inicio a su carrera laboral en Molinos Río de La Plata. Su trayectoria en la industria alimenticia se extendió hasta 1999, cuando asumió roles de alta responsabilidad como gerente general y director de Marketing en Telecom.
Posse asumió el cargo de director general para la Región Río de la Plata en la empresa fabricante de bebidas energéticas Red Bull poco después. En 2007 se convierte en CEO de Interbaires. Entre los años 2009 y 2017, desempeñó funciones como director de Proyecto en el Corredor Bioceánico Aconcagua, un proyecto ambicioso que buscaba la conexión de los océanos Atlántico y Pacífico mediante un corredor ferroviario de alta tecnología, aunque finalmente no fue culminado.
Desde 2018 hasta 2022 fue director del aeropuerto El Palomar.
También se desempeñó hasta 2023 como gerente general de la Unidad de Negocios Sur en Aeropuertos Argentina 2000, de Corporación América, del empresario Eduardo Eurnekian. En esta posición, lideró proyectos en diversos aeropuertos, incluyendo El Palomar, Mar del Plata, Bahía Blanca, Neuquén, Bariloche, Viedma, Puerto Madryn, Comodoro Rivadavia, Esquel, Río Gallegos y Río Grande. Fue en dicha sociedad financiera donde conoció al entonces ejecutivo de riesgos de inversión Javier Milei. Ambos establecieron una estrecha relación mientras trabajaban en esta empresa.

## Carrera política
Desde julio de 2023, en el marco de las elecciones presidenciales, Posse se tomó licencia sin sueldo para dedicarse de lleno a la campaña presidencial de Javier Milei, candidato de La Libertad Avanza. En la campaña del libertario, Posse se encargó liderar los equipos técnicos de La Libertad Avanza. Tras la victoria electoral de Milei, Posse coordinó la transición y estuvo presente en la primera reunión entre el presidente electo Milei y el presidente saliente Alberto Fernández en la Quinta de Olivos para discutir el traspaso de mando.

### Jefe de Gabinete

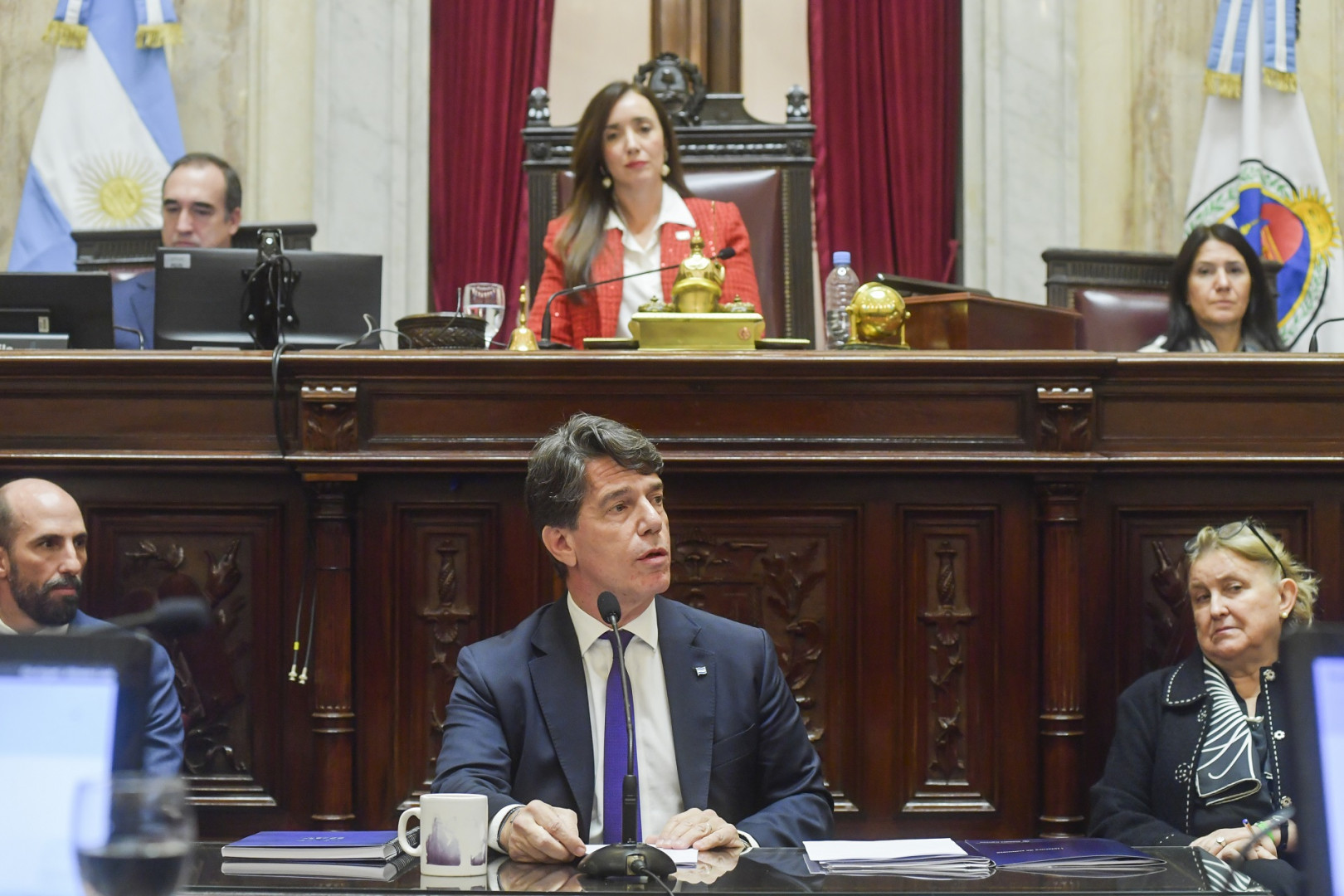
Nicolás Posse dando su informe de gestión en el Senado, 15 de mayo de 2024.

El 10 de diciembre de 2023, con el inicio de la administración de Javier Milei, fue nombrado y posesionado como  jefe de Gabinete de Ministros de la Nación Argentina.
En uno de sus primeros decretos, el presidente Milei le dio la potestad a la jefatura de gabinete de «intervenir en los planes de acción y los presupuestos de las sociedades del Estado, entidades autárquicas, organismos descentralizados o desconcentrados y cuentas y fondos especiales, cualquiera sea su denominación o naturaleza jurídica en su área; así como en su intervención, liquidación, cierre, privatización, fusión, disolución o centralización». Al ministerio de Economía también se le otorgaron similares poderes sobre las empresas públicas, con la excepción de que su ejecución debía ser aprobada por el jefe de gabinete. Durante su campaña presidencial, Milei anunció su intención de privatizar todas las empresas públicas, proceso que debía liderar Posse.
El 15 de mayo de 2024, dio su primer informe de gestión ante el Senado de la Nación, tarea que dicta la Constitución Nacional. Tan solo 12 días después de dar su informe, el 27 de mayo, renunció a su cargo, según versiones periodísticas, por tener «diferencias de criterios». Su sucesor al cargo fue el por entonces ministro del Interior, Guillermo Francos.